# Assesseur
 (juin 2019).
Si vous disposez d'ouvrages ou d'articles de référence ou si vous connaissez des sites web de qualité traitant du thème abordé ici, merci de compléter l'article en donnant les références utiles à sa vérifiabilité et en les liant à la section « Notes et références ».
Un assesseur (ou juge assesseur) est une personne qui siège aux côtés d'une autre pour l'assister dans ses fonctions et la suppléer si nécessaire.
En droit, en particulier, il s'agit d'un officier de justice qui aide le juge.
En Italie, dans la région autonome Vallée d'Aoste, dans laquelle le français est langue officielle, ce terme (fém. assesseure) s'utilise en français valdôtain pour indiquer les membres du Conseil de la Vallée, ainsi que des conseils communaux.

## Par pays

### Belgique
En Belgique, un assesseur est un électeur désigné, souvent par tirage au sort, pour participer à la gestion du bureau de vote ou de dépouillement le jour des élections. Étant donné que le droit de vote des étrangers est reconnu en Belgique aux élections communales et de districts pour les résidents européens et non-européens inscrits comme électeurs, et aux élections européennes (qui se déroulent simultanément et dans les mêmes bureaux de vote que les élections régionales et communautaires) pour les résidents européens inscrits comme électeurs, tous ces électeurs peuvent donc être appelés à exercer la fonction d'assesseur au même titre que les électeurs de nationalité belge. Les assesseurs qui ne se présentent pas le jour du vote peuvent se voir infliger une proposition transactionnelle de 250 à 1 000 euros. Peut être également une personne qui surveille l’impartialité lors d'un examen.

### Suisse
En Suisse, on appelle également assesseurs les divers membres du comité d'une association qui n'occupent pas de fonctions particulières comme président, secrétaire ou trésorier.

### France
Le terme peut désigner un juge assistant le juge président de sa juridiction (par exemple, en cour d'assises ou au tribunal correctionnel). Il est aussi utilisé pour désigner un citoyen électeur aidant aux opérations de vote.

#### Opération de vote
Lors d'une opération de vote, les assesseurs siègent aux côtés du président du bureau de vote. Ils s'assurent bénévolement du bon déroulement et de la régularité du vote. Cela consiste, pour chaque électeur, à vérifier son identité, faire signer la liste d’émargement et tamponner la carte électorale.
Les assesseurs sont au nombre minimum de deux, obligatoirement désignés, par les différents candidats, parmi les électeurs du département. Chaque candidat, ou liste, a le droit de désigner un seul assesseur. Si leur nombre est inférieur à deux, les assesseurs manquants sont pris parmi les conseillers municipaux ou parmi les électeurs présents (exemple: l’électeur le plus jeune s’il manque un assesseur, le plus âgé et le plus jeune s’il en manque deux).

### Québec (Canada)
Au Québec, il y a des assesseurs dans certains tribunaux, dont le Tribunal administratif du travail et le Tribunal des droits de la personne. Les assesseurs ne sont pas nécessairement des avocats de formation; ils peuvent être formés dans un autre domaine comme la médecine, l'architecture ou la comptabilité.